# Trengsel bru
Trengsel bru (deutsch: Trengselbrücke) ist eine Bogenbrücke im Verlauf der Europastraße E6 in der Gemeinde Sørfold in Nordland in Norwegen.
Die Brücke überquert den Nordfjord und ist 179 m lang.
Sie wurde 1966 zusammen mit der Straßenverbindung von Fauske nach Sommerset eröffnet.
Gleich hinter der Brücke kann man das Portal eines Eisenbahntunnels der Polarbahn sehen, deren Bau während des Zweiten Weltkrieges begonnen, aber nicht fertiggestellt worden ist.